# 1303号室
『1303号室』は、2007年10月27日に公開されたホラー映画。

## あらすじ
美しい海を見下ろす13階建てのマンション。この最上階に位置する1303号室には秘密があった。そこに若い女性が一人で住むと、例外なく窓から身を投げて死んでしまうのだ。緑川真利子は、妹が投身自殺者の一人に加わったことから、1303号室の謎に挑んでいく。

## 出演者
- 緑川真利子：中越典子
- 桜井刑事：古田新太
- 緑川直子：大谷直子
- 1302号の少女の母：板谷由夏
- 緑川沙弥香：深田あき
- 杉内幸世：初音映莉子
- 杉内幸子：街田しおん
- 岩田健一郎：松尾敏伸
- 菜央：安井真理子
- 1302号の少女：松野莉奈 (子役)
- 金田洋：渡部豪太

## スタッフ
- 監督：及川中
- 原作：大石圭（河出書房新社刊）
- プロデューサー：原田知明、Daniel Fridell
- 脚本：大石圭、佐藤孝昌、及川中
- 撮影：喜久村徳章
- 照明：鈴木秀幸
- 美術：小泉博康
- 音楽：三善雅己、John Lissauer
- 主題歌：Bahashishi“Clover”（コロムビアミュージックエンタテインメント）
- ポストプロダクション：アクティブ・シネ・クラブ
- 提供：アミューズ、角川映画、株式会社キャリアアンドブリッジ、ティーオーエンターテインメント
- 配給：スリー・ジー・コミュニケーションズ（日本劇場配給）、モンテクリストファンド（全世界オールライツ配給）、UIP（シンガポール劇場配給）

## 製作体制
この映画は「アメリカ合衆国の映画」であり、邦画ではなく洋画である。原作完成前から映像化権利のプリセールを行い、ロサンゼルスの「モンテクリストファンド」が全額を出資した。